# Comune di Randers
Il comune di Randers (in danese Randers Kommune) è un comune della Danimarca situato nella regione dello Jutland Centrale (Midtjylland). Capoluogo e sede amministrativa è la città di Randers.
Il comune è stato costituito in seguito alla riforma amministrativa del 1º gennaio 2007 accorpando i precedenti comuni di Randers, Nørhald, Purhus e parti dei comuni di  Langå, Sønderhald e Mariager tutti appartenenti alla soppressa contea di Århus.

## Centri abitati
I centri abitati principali del comune sono:
- Randers (64 158)
- Assentoft (3 831)
- Langå (2 902)
- Stevnstrup (2 619)
- Spentrup (2 306)